# Grabmal der Familie Poschinger (Tutzing)

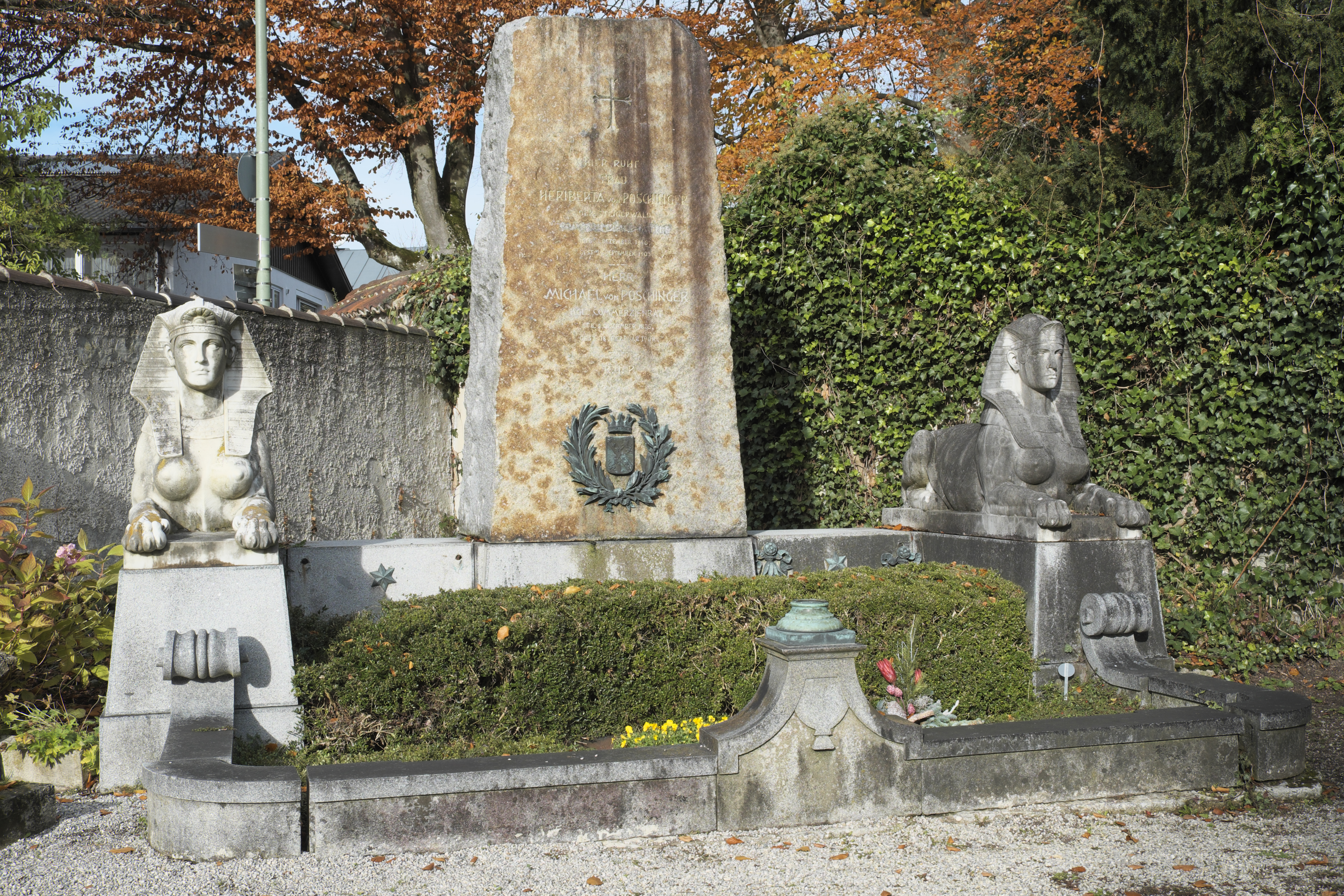
Grabmal der Familie Poschinger

Das Grabmal der Familie Poschinger in Tutzing, einer Gemeinde im oberbayerischen Landkreis Starnberg, wurde um 1910 auf dem Friedhof der alten katholischen Pfarrkirche St. Peter und Paul an der Graf-Vieregg-Straße errichtet. Das Grabmal ist ein geschütztes Baudenkmal.
Das Grabmal der Familie Poschinger steht ganz hinten links an der westlichen Friedhofsmauer und fällt besonders durch die zwei großen Sphingen links und rechts der Grabstätte auf. Das Wappen der Familie ist unten auf dem Grabstein zu sehen, es wurde im Jahre 1547 an einen Vorfahren namens Joachim Poschinger für ihn und seine Nachkommen vom kaiserlichen Hofpfalzgrafen Peter Apian verliehen. Im Sockel des Grabmals befindet sich die Inschrift: „Stein aus den heimatlichen Bergen, die sie so sehr liebte.“ Im imposanten Grab haben Heriberta von Poschinger (1846–1903) und ihr Ehemann, Kommerzienrat Michael Ritter von Poschinger (1835–1908) ihre letzte Ruhe gefunden.